# Birmingham (U-Boot)
Die USS Birmingham (SSN-695) war ein Atom-U-Boot der United States Navy und gehörte der Los-Angeles-Klasse an. Das Boot war benannt nach Birmingham, Alabama.

## Geschichte
Der Auftrag, das Atom-U-Boot SSN-695 zu bauen, erging Anfang 1972 an die Newport News Shipbuilding. Im April 1975 wurde das U-Boot auf der Werft des Konzerns in Newport News, Virginia auf Kiel gelegt. Nach einer Bauzeit von zweieinhalb Jahren lief es 1977 vom Stapel und wurde Ende 1978 offiziell von der Navy in Dienst gestellt.
In einer Dienstzeit von 19 Jahren erhielt das U-Boot unter anderem drei Meritorious Unit Commendations, zwei Navy Unit Commendations sowie mehrere E-Auszeichnungen für exzellente Bereitschaft.
Am 22. Dezember 1997 wurde die Birmingham außer Dienst gestellt, um die laufenden Kosten der Navy zu reduzieren und eine nötig gewordene Neubefüllung des Reaktors einzusparen. Ursprünglich war geplant, die Birmingham 30 Jahre in Dienst zu lassen. Das U-Boot lag einige Zeit in Pearl Harbor und wartete darauf, im Rahmen des Ship-Submarine Recycling Program in der Puget Sound Naval Shipyard abgewrackt zu werden. Der Prozess begann am 1. Oktober 2012.